# Anh đào Stella
Stella là một giống anh đào được phát triển ở British Columbia, Canada. Điều đáng chú ý đây là anh đào ngọt tự sinh đầu tiên được đặt tên. Nó đã được trao giải thưởng Garden Merit của Hội Làm vườn Hoàng gia.

## Lịch sử canh tác
Giống Stella là kết quả của một chương trình nhân giống tại Viện John Innes ở Norwich, Anh. Chương trình đó đã phát triển ba cây giống tự sinh, được sử dụng trong nỗ lực nhân giống cây anh đào tự sinh chất lượng cao. Một trong những cây con được lai với giống Lambert tại Trạm nghiên cứu Summerland ở Summerland, British Columbia vào năm 1956 bởi KO Lapins (tên của giống anh đào Lapins), và cây lai được đặt tên là "Stella" vào năm 1968. Nó đã được sử dụng để phát triển các giống cây khác, bao gồm cả anh đào Chelan.

## Đặc điểm cây
Cây anh đào Stella là một cây giống như hình bình hoa với chiều cao trưởng thành khoảng 20–30 feet và lan rộng khoảng 15 feet. Cây ra hoa sớm và ra quả sớm, với các vụ mùa bội thu. Mặc dù nó được coi là một loài thụ phấn phổ biến cho các giống anh đào ngọt khác, nhưng nó đã được tìm thấy là không thụ phấn cho giống anh đào Bing ở một số vùng. Cây có thể phát triển tốt trong Vùng Hardness USDA 5-8.

## Đặc điểm quả
Quả của giống Stella có kích thước lớn, hình trái tim và màu đỏ sẫm, với chất lượng tổng thể tuyệt vời. Nó chín sớm hơn khoảng 1 tuần so với Bing.

## Stella nhỏ
Một phiên bản nhỏ gọn của Stella đã được phát triển thông qua chiếu xạ tia X của các vảy Stella không hoạt động vào năm 1964 tại Phòng thí nghiệm quốc gia Brookhaven ở New York. Giống cây trồng nửa lùn này phát triển lên khoảng một nửa kích thước so với giống bố mẹ. Nó giữ lại khả năng tự sinh sản và hoa quả giống của giống bố mẹ đó là ra quả sớm và trọng lượng nặng. Nó được đặt tên là "Compact Stella" vào năm 1973.